# Белицкий, Иван Фёдорович
Ива́н Фёдорович Бели́цкий (укр. Іван Федорович Белицький, род. 25 октября 1936, Харьков) — советский легкоатлет, выступавший в беге на средние дистанции. Участник летних Олимпийских игр 1964 года.

## Биография
Иван Белицкий родился 25 октября 1936 года в Харькове (сейчас на Украине).
Выступал в легкоатлетических соревнованиях за Вооружённые силы из Одессы. 22 июля 1962 года установил рекорд СССР в беге на 1500 метров — 3 минуты 41,0 секунды. В той же дисциплине в 1964 году стал чемпионом СССР, в 1962 и 1963 годах завоёвывал серебряные медали.
В 1964 году вошёл в состав сборной СССР на летних Олимпийских играх в Токио. В беге на 1500 метров занял 8-е место в четвертьфинале, показав результат 3.46,7 и уступив 3 секунды попавшему в полуфинал с 5-го места Симо Важичу из Югославии.

## Личный рекорд
- Бег на 1500 метров — 3.41,0 (22 июля 1962)[2]